# CS Maruinense
CS Maruinense is een Braziliaanse voetbalclub uit Maruim in de staat Sergipe.

## Geschiedenis
De club werd opgericht in 1917 als Socialista Sport Club en nam in de jaren 1960 de huidige naam aan. Sinds de jaren zeventig speelt de club regelmatig in de hoogste klasse van het Campeonato Sergipano. De beste notering was een derde plaats in 1988.
In 1994 speelde de club in de Série C en plaatste zich voor de tweede ronde, waar ze wonnen van Santa Cruz en Vitória FC. In de kwartfinale verloren ze dan van Uberlândia. Het volgende jaar nam de club opnieuw deel en eindigde nu laatste in de eerste groepsfase.
In 2005 degradeerde de club uit de hoogste klasse van het Campeonato Sergipano.